# Wilhelm Neumann (Agrarwissenschaftler)
Wilhelm Neumann (* 21. Juni 1929 in Mieste; † 8. Januar 2022 in Rostock) war ein deutscher Agrarwissenschaftler.

## Leben
Wilhelm Neumann studierte von 1953 bis 1956 das Fach Landwirtschaftswissenschaften an der HU Berlin. Nach der Promotion zum Dr. agr. 1965 in Rostock und der Habilitation zum Dr. sc. agr. (Tierzucht) an der Universität Rostock 1968 war er dort von 1969 bis 1992 ordentlicher Professor für Tierzucht.
Nach seiner Tätigkeit an der Universität führte er von 1993 bis 2013 die Geschäfte der Erzeugergemeinschaft für Rinder und Schweine Nordost GmbH in Trantow.
Wilhelm Neumann starb am 8. Januar 2022 im Alter von 92 Jahren in Rostock.